# Żołna brodata
Żołna brodata (Nyctyornis athertoni) – gatunek średniej wielkości ptaka z rodziny żołn (Meropidae). Występuje w południowej i południowo-wschodniej Azji: od Indii i Nepalu przez kraje Indochin po południowo-zachodnie Chiny. Nie jest zagrożony wyginięciem.

## Charakterystyka gatunku
Wygląd

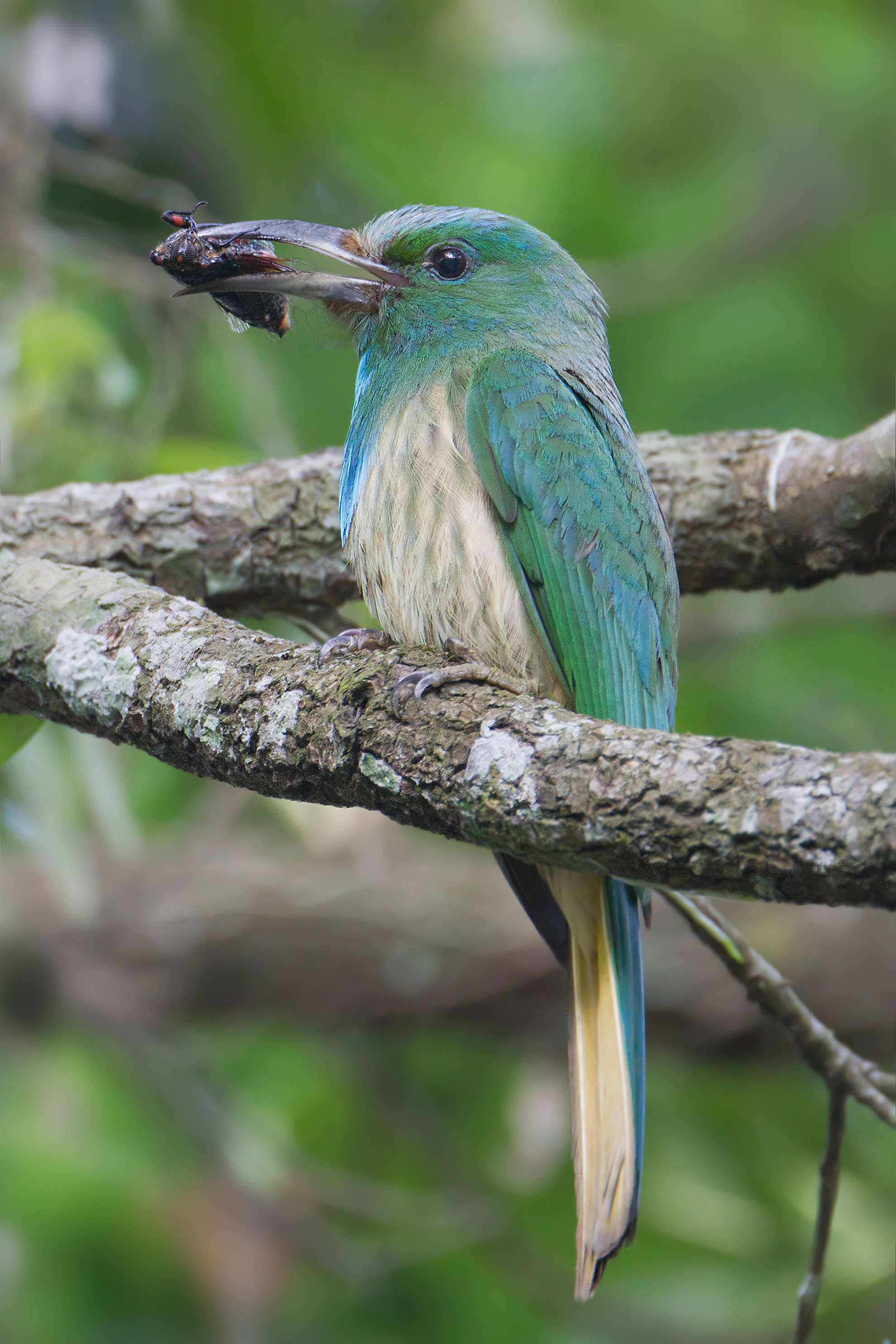
Żołna brodata ze swą zdobyczą

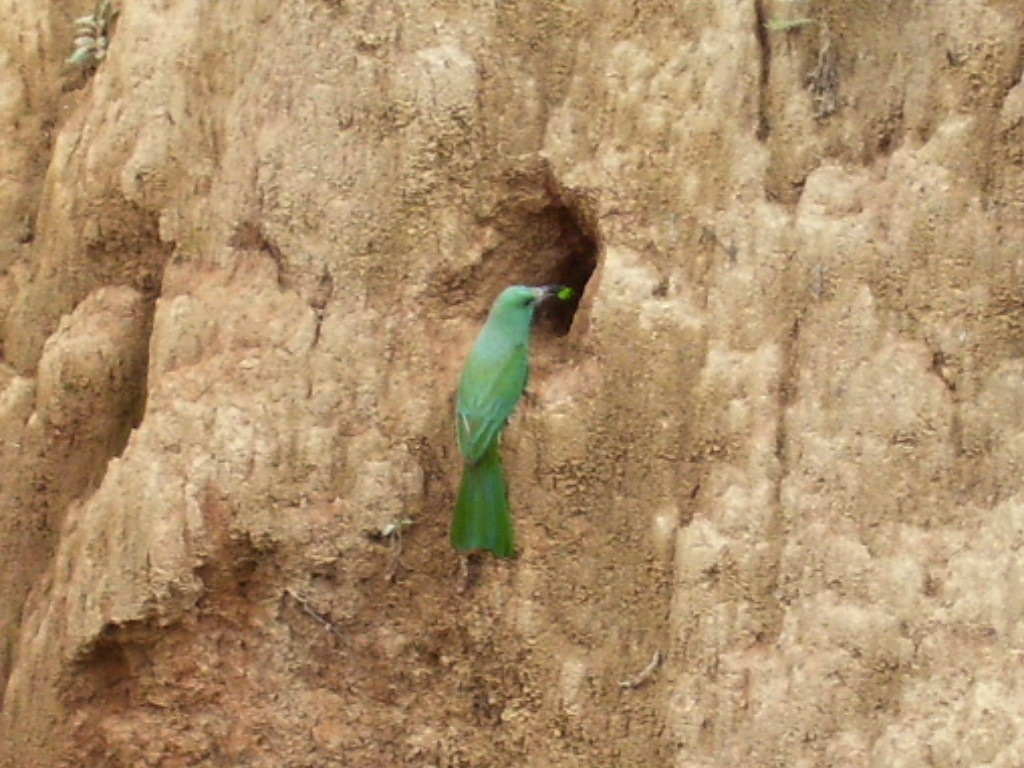
Żołna brodata przy gnieździe

Dziób długi, sierpowato zagięty, szary – u nasady jaśniejszy. Czoło jasnoniebieskie, podbródek z intensywnie turkusowym pasmem wydłużonych piór, od którego powstała polska nazwa gatunkowa. Reszta głowy, skrzydła i ogon w przeważającej mierze zielone, choć możliwe niebieskie przebłyski, zwłaszcza na skrzydłach. Pierś i brzuch od barwy oliwkowej po żółtą, z ciemnymi, podłużnymi plamami. Nogi zielono-brązowe. Brak wyraźnego dymorfizmu płciowego, choć broda samca wyraźniej odbija promieniowanie ultrafioletowe niż u samic.
Średnie wymiary
- Długość ciała: 31–35 cm;
- Masa ciała: samiec 85–93 g, samica 70–91 g[6].

Lęgi
W Indiach okres lęgowy trwa od lutego do sierpnia. Zaloty obejmują wzajemne karmienie, ukłony i wachlowanie ogonem. Jak inne żołny gniazdo buduje na końcu tunelu, który wygrzebuje w urwiskach i zboczach o miękkiej budowie. W odróżnieniu jednak od większości gatunków z rodzaju Merops nie tworzy kolonii lęgowych – w jednym miejscu gniazduje jedna lub maksymalnie dwie–trzy pary. Samica składa zazwyczaj 4 niemal okrągłe, białe jaja.
Pożywienie
Większość pożywienia stanowią pszczoły i inne błonkoskrzydłe, a także inne latające owady – zawsze łapane w locie.

## Występowanie
Biotop
Występuje w górskich i podgórskich obszarach Azji południowej i południowo-wschodniej. Preferuje wyżej położone tereny, jednak nie przekraczające wysokości 2000 m n.p.m.
Zasięg występowania
Zachodnią część zasięgu stanowią w Indiach grzbiety Ghatów Zachodnich, dalej pasmo Satpura w północnym Dekanie po płaskowyż Ćhota Nagpur w północno-wschodniej części Indii. Drugą część zasięgu tworzą podnóża Himalajów na pograniczu Indii, Nepalu, Bhutanu i Bangladeszu. Dalej zasięg obejmuje niemal całą Mjanmę (poza terenami nadmorskimi), Laos i Wietnam (bez delty Mekongu), oraz pograniczne tereny Tajlandii, Kambodży i Chin (prowincja Junnan oraz wyspa Hajnan).

## Status zagrożenia
Ze względu na szeroki obszar występowania i znaczną liczebność, oraz brak oznak wyraźnego trendu spadkowego populacji gatunek uważany za niewymagający ochrony czynnej. Przez IUCN sklasyfikowany jako gatunek najmniejszej troski (LC – Least Concern). Ze względu na brak dowodów na spadki liczebności bądź istotne zagrożenia dla gatunku BirdLife International uznaje trend liczebności populacji za prawdopodobnie stabilny.

## Systematyka
Taksonomia
Gatunek pierwotnie opisany pod nazwą Merops athertoni przez Williama Jardine’a i Prideaux Johna Selby’ego na podstawie okazu z Indii (1828). Od momentu opisania zaliczany do rodzaju typowego Meropidae – Merops, obecnie wraz z żołną wielką (Nyctyornis amictus) wydzielany do oddzielnego rodzaju Nyctyornis.
Podgatunki
Wyróżnia się dwa podgatunki:
- Nyctyornis athertoni athertoni (Jardine & Selby, 1828) – prawie cały zasięg występowania gatunku;
- Nyctyornis athertoni brevicaudatus (Koelz, 1939) – wyspa Hajnan w Chinach.